# Moshimo Unmei no Hito ga Iru no Nara
Singles de Kana Nishino
Suki
(2014) Torisetsu
(2015)
Moshimo Unmei no Hito ga Iru no Nara (もしも運命の人がいるのなら) est le 26e single de la chanteuse de J-pop Kana Nishino.

## Présentation
Il est sorti sous le label SME Records Inc. le 29 avril 2015 au Japon. Il sort au format CD et CD+DVD. Il atteint la 11e position à l'Oricon. Il se vend à 18 653 exemplaires la première semaine et reste classé 23 semaines pour un total de 40 801 exemplaires vendus. Moshimo Unmei no Hito ga Iru no Nara a été utilisée comme ending pour l'émission Sukkiri!!.

## Pistes
Toutes les paroles sont écrites par Kana Nishino.
| 1. | Moshimo Unmei no Hito ga Iru no Nara (もしも運命の人がいるのなら) | Takashi Yamaguchi               | Takashi Yamaguchi |  |
| 2. | Lucky                                                             | Cesar Peralta Dawn Elektra      | Cesar Peralta     |  |
| 3. | Shut Up                                                           | Chris Meyer Takarot Yuka Otsuki | Takarot           |  |

| 1. | Koisuru Kimochi (MV) (恋する気持ち) |  |